# Giuseppe Raggio (pittore)

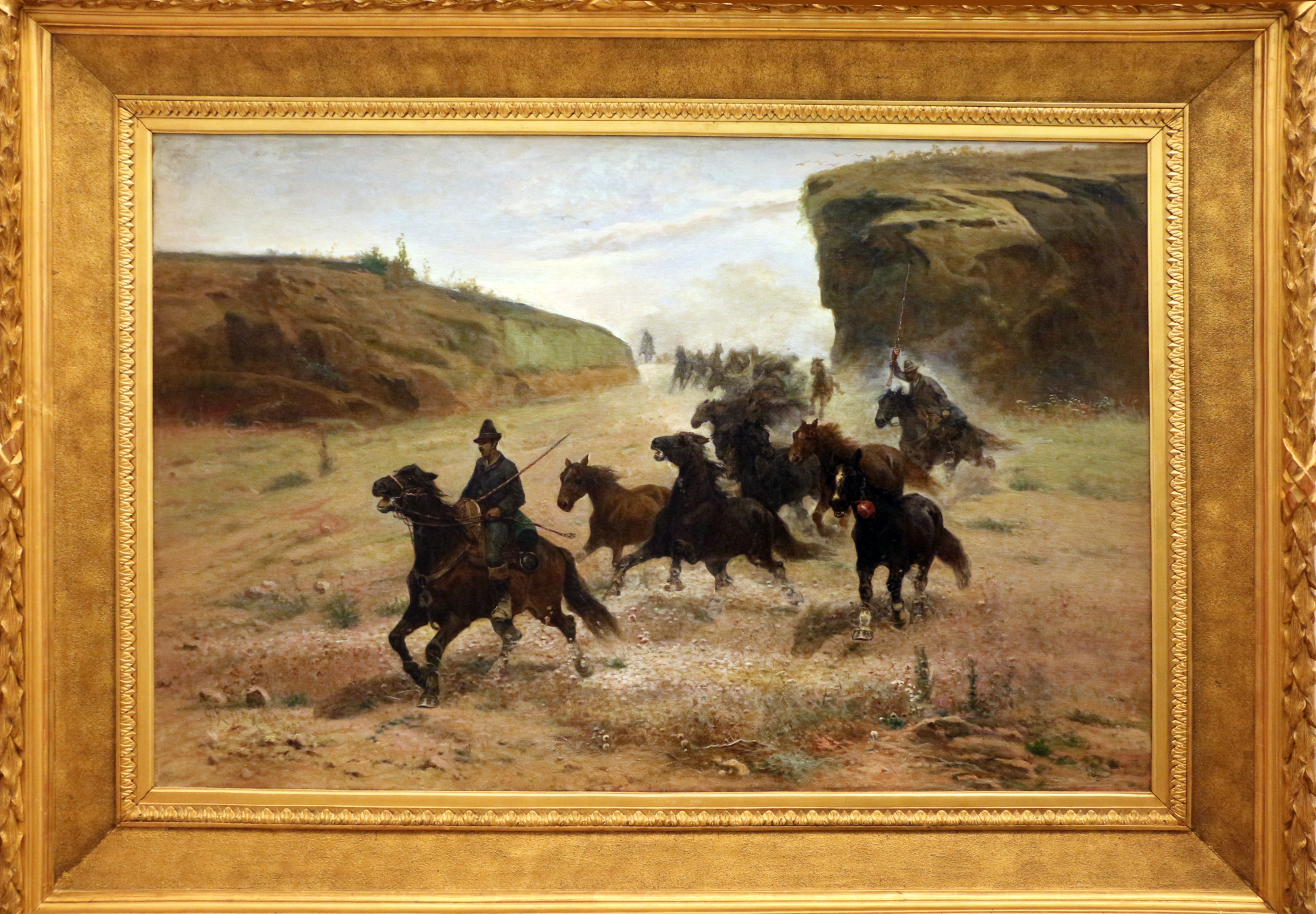
Giuseppe Raggio, Scappata di cavalli nella campagna romana, 1892, Genova, GAM

Giuseppe Raggio (Chiavari, 24 maggio 1823 – Roma, 21 ottobre 1916) è stato un pittore italiano.

## Biografia
Nato a Chiavari, da Nicolò e da Maria Sanguineti, studiò all'Istituto Nautico e prese il brevetto di Capitano di lungo corso. Abbandonò presto la carriera di ufficiale di Marina ed espose a Genova le sue prime opere pittoriche. Si trasferì a Firenze per seguire i corsi all'Accademia di Belle Arti. Interessato in primo tempo a temi religiosi, suggestionato dal pittore aretino Pietro Benvenuti, subì poi l'influenza dei Macchiaioli, specialmente di Giovanni Fattori e aderì al suo progetto di rinnovamento della pittura, in chiave verista.

### Il periodo romano
Nel 1848 si trasferì a Roma e dipinse ancora opere devozionali, come la Sacra Famiglia e il Samaritano, che furono esposte alla Promotrice di Genova negli anni 1854, 1860, 1861.
A Roma si interessava anche di pittura del paesaggio, ripreso dal vero. Rappresentava la campagna romana: scenario grandioso, di bellezza e di fatica, di miseria e di desolazione, ma con istanti di simbiosi tra uomo e natura, con i contadini al lavoro, le mandrie di bufali, i butteri a cavallo. Giuseppe Raggio visitava le paludi Pontine e il grossetano, appassionandosi anche a temi sociali e affascinato dalla solitudine della campagna romana. Era amico di Nino Costa che era legato ad identiche tematiche, e rimase incantato dalle innovative idee artistiche di Costa che chiedeva un nuovo indirizzo all’arte, basato sul vero sentire e sul vero ritrarre e lontano dalle Accademie. Raggio interpretava i suoi soggetti con realismo e intensità, doti proprie di un pittore animalista.
Nel 1860 dipinse Bufali, quadro conservato a Palazzo Pitti, a Firenze e alla Esposizione di Dublino del 1865 presentò una Campagna Romana. A Genova espose nel 1871, alla Promotrice di belle arti, Carro con bufali portante un pezzo di travertino, il primo di una serie di dipinti sullo stesso soggetto. Nel 1872, alla mostra romana alla Casina Valadier, al Pincio, ammirò le opere di Enrico Coleman.
All'Esposizione Nazionale di Belle Arti di Milano, del 1885, espose Cavalli spaventati da un temporale, Bufalo nella palude e La mal’aria. Partecipò alla mostra del 1895-1896, per celebrare i venticinque anni di Roma Capitale.

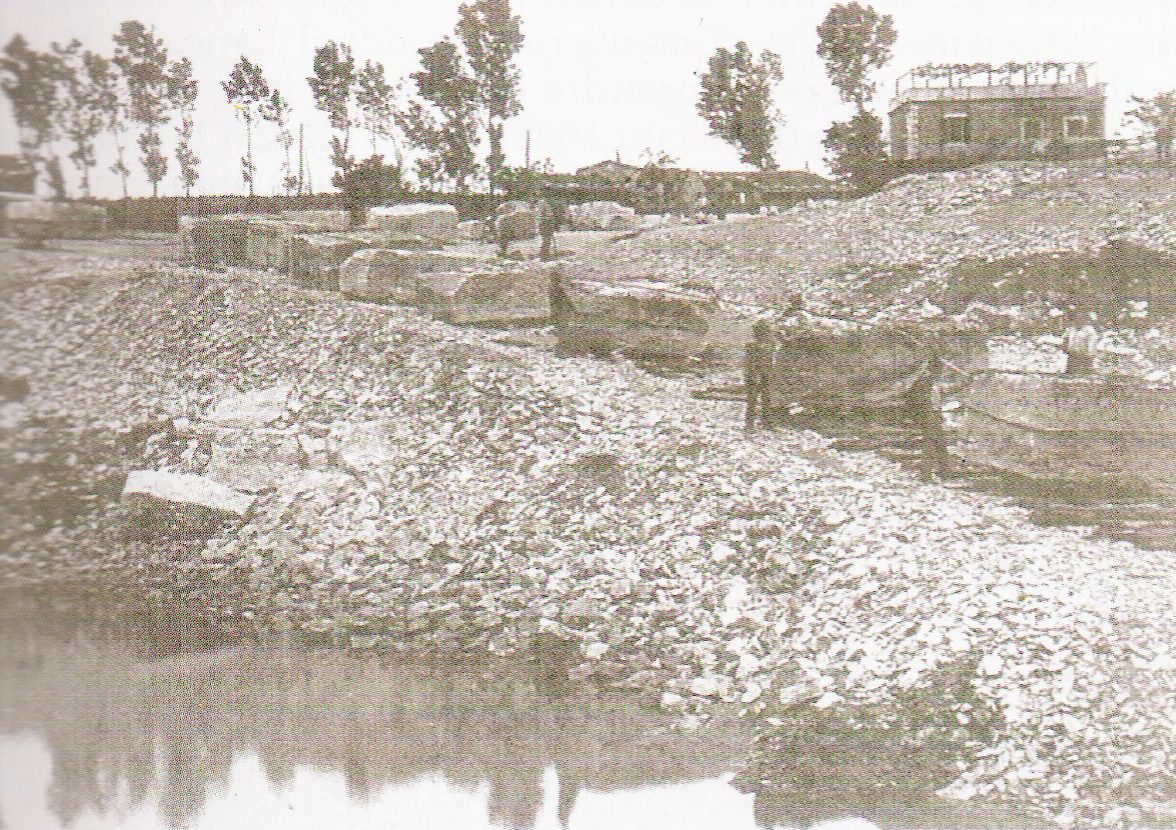
Trasporto travertino su Aniene

### In arte libertase iXXV della Campagna romana
Nel 1890 fu tra i fondatori della associazione di artisti In arte libertas, ideata da Nino Costa, e nel 1904 aderì al gruppo dei XXV della Campagna romana. Con il sodalizio In arte libertas presentò un Trasporto di un masso di travertino con bufali, oggi al Museo Nazionale della Scienza Leonardo da Vinci, di Milano.
Prese parte alle Biennali di Venezia del 1899 e del 1903; all'Esposizione internazionale di Milano nel 1906 e alla Mostra di belle arti, parte dell'esposizione nazionale per il cinquantenario dell'Unità d'Italia - che si tenne nel 1911 a Valle Giulia - con Miseria e amicizia, Nella Malaria e Bufali al lavoro. Il dipinto Amor materno, che rappresenta un gruppo di puledri che si stringono intorno alla loro madre, piacque tanto alla regina Elena che lo acquistò. Insieme al dipinto Buoi col bifolco si trova oggi nella quadreria del Quirinale. Nel Corteggiamento nella Campagna Romana Raggio dipinse un toro che appoggia la testa sulla groppa di una mucca bianca.
Povero e solitario, in lotta perenne per difendere la propria indipendenza. Nel 1870 fu nominato Accademico di merito della Ligustica (Genova); nel 1901 fu eletto all'Accademia di San Luca - a cui donò il dipinto A Maccarese - e nel 1911 divenne Socio Corrispondente della Società Economica di Chiavari. Organizzò una mostra personale a Roma, nel 1912. Giuseppe Raggio morì in completo isolamento, a 93 anni.
Sue opere sono presenti in musei di Genova-Nervi, di Roma, di Firenze e di Milano e presso l'Accademia di San Luca. La Quadreria della Società Economica di Chiavari possiede 14 bozzetti a olio e 21 disegni.